# On Air (Queen)
On Air è un album compilation del gruppo musicale britannico Queen, pubblicato nel novembre 2016 in diversi formati. La versione su doppio CD contiene tutte le sessioni di incisione in studio tenute dai Queen alla BBC; la versione da 6 CD aggiunge varie tracce prese da esibizioni della band nel periodo 1973-1986 e tre CD contenenti interviste ai membri del gruppo trasmesse all'epoca da Capital Radio e BBC Radio 1.

## Il disco
Tra il febbraio 1973 e l'ottobre 1977, i Queen furono invitati dalla BBC sei volte per registrare un certo numero di canzoni per il programma radiofonico del DJ John Peel. Queste incisioni includono nuove versioni del loro singolo di debutto Keep Yourself Alive, del loro secondo singolo Liar e altre famose canzoni come Now I'm Here e Stone Cold Crazy. Durante l'ultima sessione, venne anche registrata una versione alternativa di We Will Rock You, in tempo più veloce, che venne spesso utilizzata alla fine degli anni '70 per aprire le esibizioni dal vivo della band.
Un certo numero di brani tratti dalle sessioni della BBC sono stati precedentemente pubblicati ufficialmente nell'album Queen at the Beeb e come tracce extra nelle versioni deluxe delle ristampe 2011 degli album dei Queen.
Oltre alle registrazioni della BBC, la versione estesa di On Air include anche i momenti salienti di tre concerti dei Queen tra il 1973 e il 1986 che erano stati tutti trasmessi alla radio. Infine, la versione a 6 CD contiene inoltre diciassette interviste con i membri della band, databili dal 1976 al 1992. Incluse anche due interviste del 1992 in cui il chitarrista Brian May parla della morte del cantante Freddie Mercury occorsa un anno prima.

## Tracce
2-CD Edition - The Complete BBC Sessions

### CD 1
1. My Fairy King (Session 1: 5 February 1973) - 4:08
2. Keep Yourself Alive (Session 1: 5 February 1973) - 3:49
3. Doing All Right (Session 1: 5 February 1973) - 4:13
4. Liar (Session 1: 5 February 1973) - 6:30
5. See What a Fool I've Been (Session 2: 25 July 1973) - 4:21
6. Keep Yourself Alive (Session 2: 25 July 1973) - 3:50
7. Liar (Session 2: 25 July 1973) - 6:29
8. Son and Daughter (Session 2: 25 July 1973) - 6:03
9. Ogre Battle (Session 3: 3 December 1973) - 4:40
10. Modern Times Rock 'n' Roll (Session 3: 3 December 1973) - 2:02
11. Great King Rat (Session 3: 3 December 1973) - 5:57
12. Son and Daughter (Session 3: 3 December 1973) - 7:08

### CD 2
1. Modern Times Rock 'n' Roll (Session 4: 3 April 1974) - 2:46
2. Nevermore (Session 4: 3 April 1974) - 1:29
3. White Queen (As It Began) (Session 4: 3 April 1974) - 4:54
4. Now I'm Here (Session 5: 16 October 1974) - 4:18
5. Stone Cold Crazy (Session 5: 16 October 1974) - 2:17
6. Flick of the Wrist (Session 5: 16 October 1974) - 3:26
7. Tenement Funster (Session 5: 16 October 1974) - 3:00
8. We Will Rock You (Session 6: 28 October 1977) - 1:35
9. We Will Rock You (fast) (Session 6: 28 October 1977) - 2:46
10. Spread Your Wings (Session 6: 28 October 1977) - 5:24
11. It's Late (Session 6: 28 October 1977) - 6:36
12. My Melancholy Blues (Session 6: 28 October 1977) - 3:11